# Сан-Пабло-де-ла-Моралеха
Сан-Пабло-де-ла-Моралеха (ісп. San Pablo de la Moraleja) — муніципалітет в Іспанії, у складі автономної спільноти Кастилія-і-Леон, у провінції Вальядолід. Населення — 141 особа (2010).
Муніципалітет розташований на відстані близько 120 км на північний захід від Мадрида, 55 км на південь від Вальядоліда.

## Демографія
Динаміка населення (INE ):